# مونارک ایرلاینز

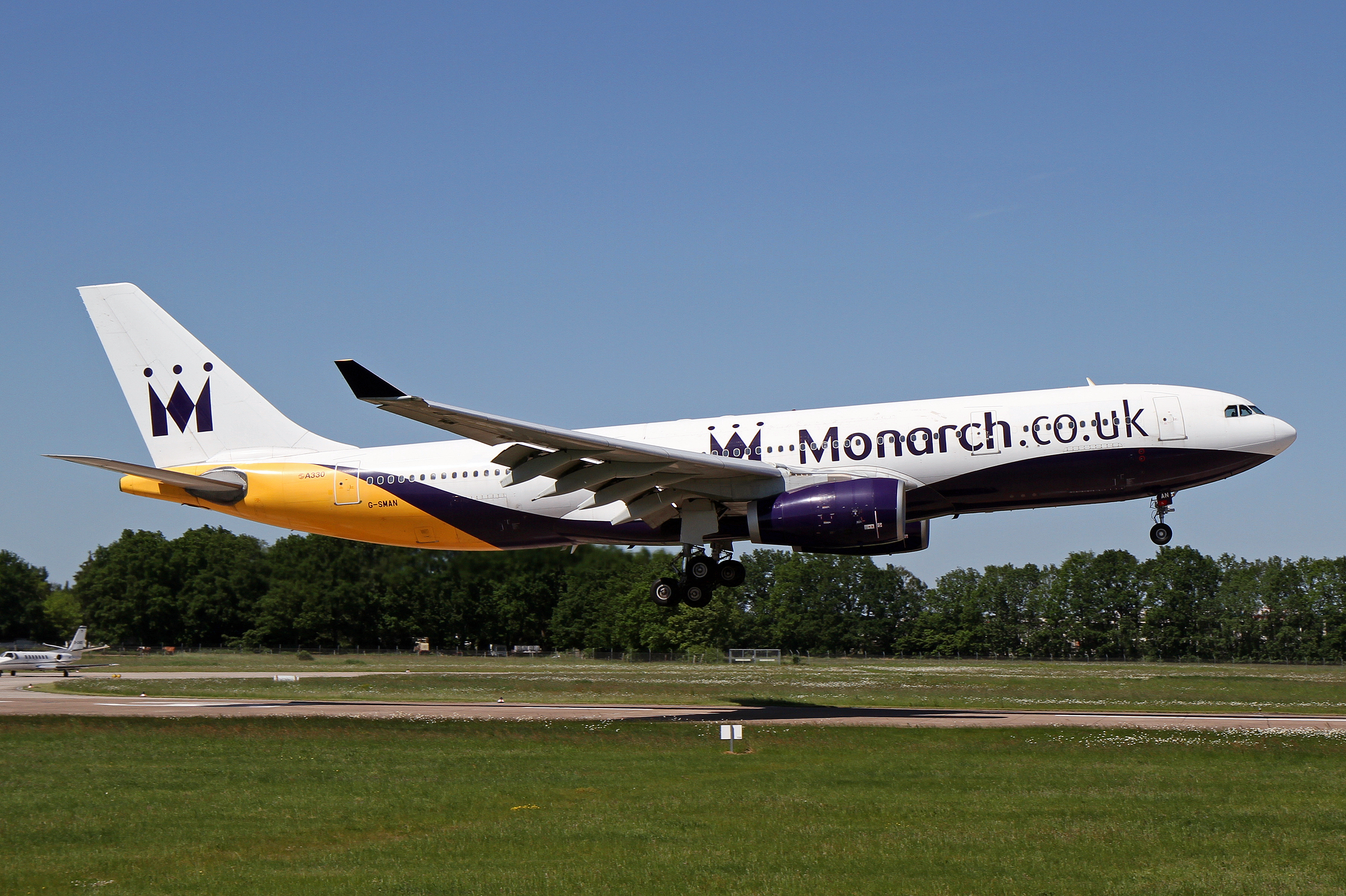
هواپیمای ایرباس ای۳۳۰ متعلق به مونارک ایرلاینز

مونارک ایرلاینز، (به انگلیسی: Monarch Airlines) شرکت هواپیمایی ارزان‌قیمت بریتانیایی است، که در سال ۱۹۶۷ تأسیس شد. این شرکت پروازهای چارتر به مقاصدی در اروپا، ایالات متحده آمریکا، کارائیب، هند و آفریقا دارد.
دفتر مرکزی شرکت مونارک ایرلاینز در شهر لوتون، بریتانیا قرار دارد و فرودگاه بیرمنگام، فرودگاه ایست میدلند، فرودگاه بین‌المللی لیدز برادفورد، فرودگاه گاتویک، فرودگاه لوتن لندن و فرودگاه منچستر، قطب‌های این شرکت هواپیمایی به‌شمار می‌آیند. این شرکت در حال حاضر در ناوگان هوایی خود، دارای بیش از ۱۰۰ فروند هواپیمای جت مسافربری می‌باشد.
شرکت هواپیمایی مونارک در تاریخ ۲ اکتبر ۲۰۱۷ اعلام ورشکستگی کرد و پروانه فعالیتش باطل شد.